# Малькольм III
Малькольм III (Малькольм Кэнмор; гэльск. Mael Coluim Ceann Mór, англ. Malcolm III Canmore, 1031 — 13 ноября 1093) — король Альбы (Шотландского королевства) с 1058 года, сын короля Дункана I и Сибиллы, дочери эрла Нортумбрии Сиварда.

## Биография
Малькольм был сыном короля Дункана I. После гибели его отца на престол взошёл Макбет, а Малькольму пришлось бежать в Англию. Повзрослев, принц начал борьбу с узурпатором, мечтая вернуть себе отцовский трон. Он стал королём Шотландии после убийства Лулаха, племянника и преемника Макбета, и сначала проводил проанглийскую политику.
В шотландских преданиях королю Малькольму III приписывалось учреждение в самом начале правления Игр горцев, которые проводятся в различных странах до сих пор.
В 1070 году обвенчался вторым браком с Маргаритой, внучкой английского короля Эдмунда II. Королева попыталась реформировать шотландскую церковь во французском духе, хотя с почтением относилась к традициям отшельничества, заложенным святым Колумбой. Она уговорила мужа созвать собор высшего духовенства страны, на котором сама председательствовала, в то время как король выполнял роль переводчика. Маргарите удалось устранить ряд нарушений, присутствовавших в шотландской церкви.
В 1077 году в Шотландии начались внутренние междоусобицы. Правитель Морея Маэлснехтайн, повзрослевший сын Лулаха, заявил о своих притязаниях на шотландский престол и поднял мятеж. Малькольм одержал над ним победу, но сохранил ему жизнь, и Маэлснехтайн дожил до 1085 года. Начиная с этого времени и до 1091 года Шотландия жила в мире.
В 1091 году Малькольм, недовольный правлением Вильгельма II Рыжего, собрал армию и напал на Англию, но затем оба короля возобновили мирный договор в Абернети. Однако Вильгельм не очень хотел соблюдать условия договора, и напряжённость между Англией и Шотландией сохранялась. В 1093 году Вильгельм II тяжело заболел. Испугавшись адских мук за нарушение договора, он пригласил Малькольма в Глостер для новых переговоров. Но пока тот добрался до места их проведения, Вильгельм выздоровел. Он встретил Малькольма грубо и потребовал от него явиться в Лондон на Суд баронов для решения спорных вопросов. Малькольм заявил, что не считает себя вассалом английского короля, и вернулся домой. Понимая, что в такой ситуации война неизбежна, он решил нанести удар первым. Собрав армию, в ноябре 1093 года Малькольм перешёл границу с намерением осадить крепость Алнвик. Но там он попал в засаду и погиб от руки своего родственника Аркила Морела, стюарда Бамборо. В том же сражении был смертельно ранен и его старший сын Эдуард.

## Брак и дети
Идентификация первой жены Малькольма вызывает сложности. Информация о том, кто был матерью его старших сыновей, в шотландских источниках отсутствует. Английский хронист Уильям Мальмсберийский в своей хронике, написанной в 1120-е годы, утверждал, что Дункан был незаконнорождённым; это же утверждение встречается и в работах более поздних шотландских хронистов. Однако, как указывает историк У. Скотт, эти сведения не обоснованы и, вероятно, появились в Шотландии из-за угрозы, которую представляли Макуильямы, потомки Дункана II, для правящей королевской династии. Исследователи высказывали предположения, что она могла умереть до вступления Малькольма на престол в 1058 году, однако это не согласуется с предполагаемыми датами рождения её сыновей. Один из них, Дункан II, став королём, в своей хартии, изданной в 1093 году, имя матери не упоминает. В «Саге об оркнейцах» есть известие о том, что Малькольм был женат на вдове оркнейского ярла Торфинна Сигурдссона Ингеборге Финнсдоттир, дочери Финна Арнессона. Далее указывается, что в этом браке родился будущий король Дункан II. Историк А. А. М. Дункан высказывал предположение, что сага могла перепутать мать короля Дункана II с матерью Дункана Мак-Уильяма, сына внука Дункана II. В этом браке родились дети:
- Дункан II (до 1072 — 12 ноября 1094), король Шотландии с 1093 года[2][4].
- Дональд (убит в 1085)[2].

2-я жена: с 1070 года (Данфермлинское аббатство) Маргарита Английская (1046/1053 — 16 ноября 1093), дочь англосаксонского принца Эдуарда Изгнанника и Агаты. В 1250 году канонизирована. Дети:
- Эдвард (убит 16 ноября 1093)[2].
- Эдмунд (умер после 1097), король Шотландии в 1094—1097 годах[2].
- Эдгар (около 1074 — 6 января 1107), король Шотландии с 1097 года[2][7].
- Александр I (1077/1078 — 23/27 апреля 1124), король Шотландии с 1107 года[2][8].
- Этельред (умер до 1107)[2].
- Эдит (Матильда) (1079 — 1 мая 1118); муж: с 11 ноября 1100 Генрих I Боклерк (около 1068 — 1 декабря 1135), король Англии с 1100 года[2][9].
- Давид I (около 1085 — 24 мая 1153), король Шотландии с 1124 года[2][10].
- Мария (умерла 31 мая 1116 или 18 апреля 1118); муж: с 1102 Евстахий III (умер после 1125), граф Булони с 1088 года[2].